# Gwiezdne wojny: część VI – Powrót Jedi
Gwiezdne wojny, część VI: Powrót Jedi (ang. Star Wars: Episode VI – Return of the Jedi) – chronologicznie szósta część sagi Gwiezdne wojny, powstała jako trzecia w 1983 roku. Film skupia się na ostatecznej rozgrywce między Lukiem Skywalkerem i Darthem Vaderem oraz między Rebelią i Imperium.
Reżyserem tej części był Richard Marquand, a występują w niej m.in. Mark Hamill (Luke Skywalker), Carrie Fisher (Leia Organa), Harrison Ford (Han Solo).
W serwisie Rotten Tomatoes film uzyskał wynik 82% z 94 recenzji.
W 2021 roku film został wybrany przez National Film Preservation Board do szczególnej ochrony i przechowywania w Bibliotece Kongresu i tym samym został wprowadzony do Narodowego Rejestru Filmowego jako „film znaczący kulturowo, historycznie lub estetycznie”.

## Fabuła

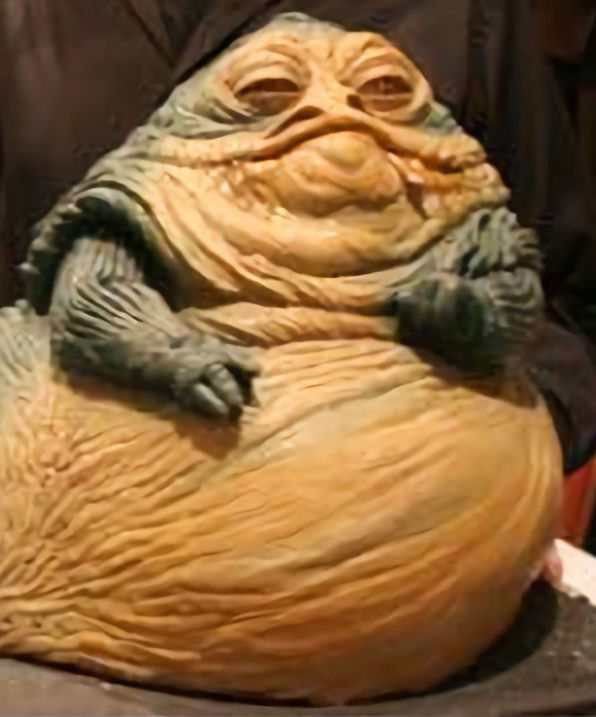
Jabba the Hutt

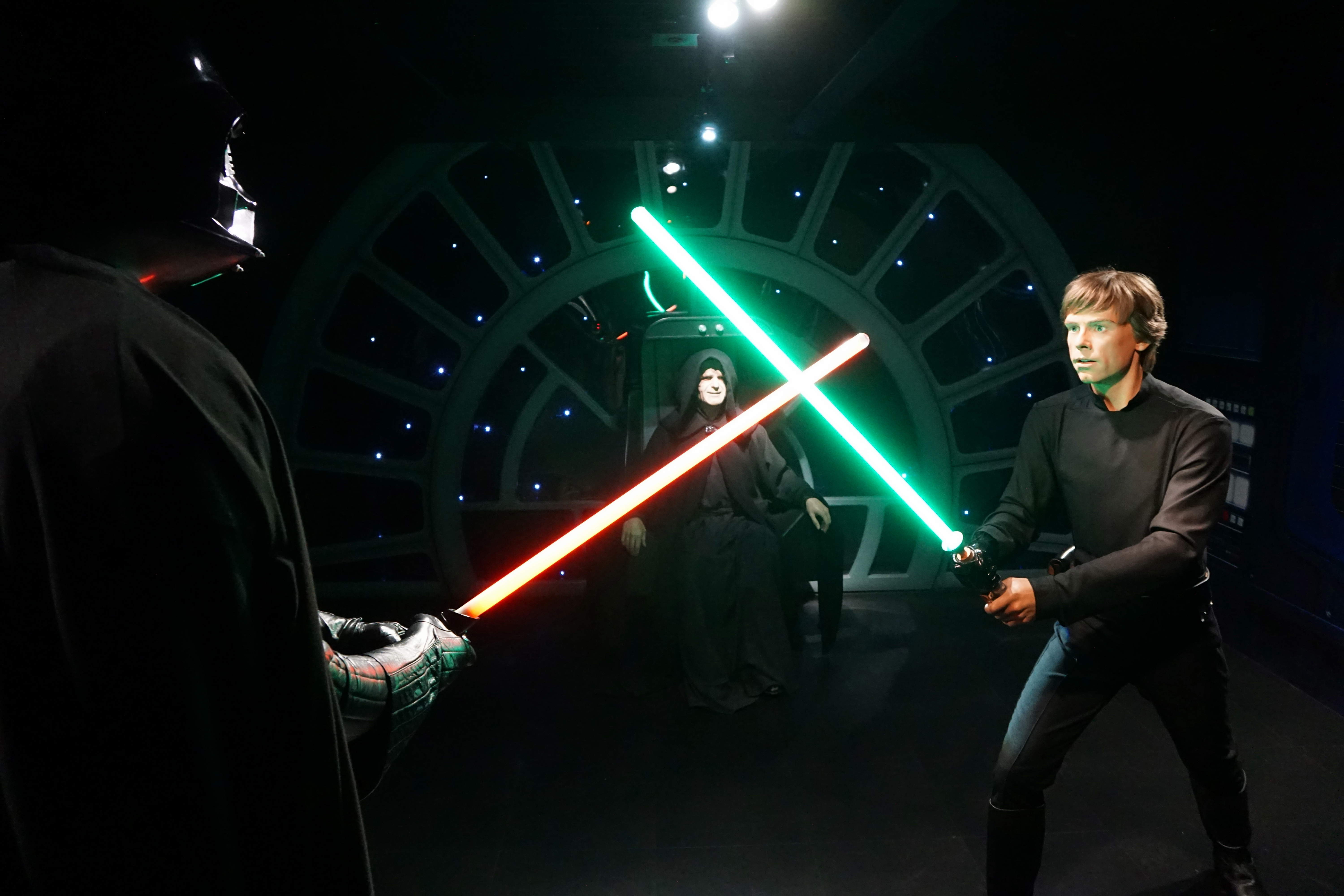
Scena konfrontacji Luke’a Skywalkera z Darthem Vaderem w Muzeum Figur Woskowych w Londynie; w tle Imperator

Jest rok 4 ABY. Minął rok od wydarzeń z Imperium kontratakuje i cztery lata od wydarzeń z Nowej nadziei. Luke Skywalker ma nowy, zielony miecz i jest już doświadczonym rycerzem Jedi. Ten rok uczynił go spokojniejszym, mądrzejszym i bardziej odpowiedzialnym.
Na Tatooine, R2-D2 i C-3PO dostają się do pałacu Jabby, który trzyma w nim zamrożonego w karbonicie Hana Solo jako ozdobę. Luke jako hologram informuje Hutta, że to prezent od niego. W pałacu znajduje się także już Lando Calrissian jako najemnik. Wszystko to jest częścią planu mającego na celu oswobodzenie Hana Solo. Wkrótce w pałacu zjawia się także Księżniczka Leia pod postacią łowcy nagród i jej „zdobycz” – Chewbacca. W czasie gdy Jabba i cała jego świta złożona z przedstawicieli wielu różnych gatunków zamieszkujących galaktykę (m.in. jego Twile'kańskiego majordomusa Biba Fortuny i muzycznego zespołu Maxa Rebo) odsypia imprezę, Leia uwalnia Hana z karbonitu. Zostają jednak nakryci przez Jabbę. Pojawia się sam Luke Skywalker. Han usiłuje przekupić Jabbę, zaś Luke daje mu wybór: uwolni ich albo zginie. Gangster okazuje się być jednak odporny na Moc. Leia zostaje niewolnicą Jabby, Jedi zaś zostaje zmuszony do walki z potworem Hutta – Rancorem, którego zabija. Rozwścieczony Jabba skazuje w końcu Hana i Luke’a na śmierć poprzez wrzucenie ich do jamy wielkiego, krwiożerczego bezkręgowca – Sarlacca. Nad jego legowiskiem wywiązuje się walka. Boba Fett wpada do paszczy Sarlacca, natomiast Jabba zostaje uduszony przez Leię łańcuchem, na którym ją trzymał. Barka Hutta eksploduje, a Luke’owi, Lei, Hanowi, Chewbacce, Lando i droidom udaje się bezpiecznie uciec.
Luke leci na Dagobah, kontynuować szkolenie, lecz Yoda mówi mu, iż jest on już wystarczająco wyszkolony oraz potwierdza, że Darth Vader, którego musi pokonać, ażeby zostać rycerzem Jedi, jest ojcem młodzieńca. Mówi także, że jest jeszcze drugi Skywalker zdolny pokonać Imperium. Po wypowiedzeniu tego zdania umiera, mając 900 lat. Następnie Luke rozmawia z duchem Obi-Wana Kenobiego, który wyjaśnia mu, dlaczego nie powiedział mu prawdy o jego ojcu. Twierdzi, że to że Vader zabił Anakina Skywalkera jest w jakimś sensie prawdą, gdyż gdy przeszedł on na ciemną stronę Mocy, dobry człowiek jakim był w zasadzie „umarł”. Wyjawia mu także, że drugim Skywalkerem jest Leia – siostra bliźniaczka Luke’a. Skywalker wraca do bazy, gdzie okazuje się, że Imperium buduje nową Gwiazdę Śmierci, a ostatni etap budowy nadzoruje sam Imperator.
Na jednym z krążowników Sojuszu Rebeliantów, Mon Mothma i Admirał Ackbar prezentują plan ostatecznej bitwy z Imperium – jako że druga Gwiazda Śmierci jest chroniona polem energetycznym wysyłanym z potężnego nadajnika na księżycu Endor, rebelianci postanawiają wysłać tam grupę szturmową pod przywództwem Hana Solo (do którego dołączyła także Leia, Chewie, droidy i Luke) aby zniszczyć imperialny kompleks. Wtedy też rebelianckie myśliwce będą mogły wlecieć do wnętrza stacji i zniszczyć reaktor, co doprowadzi do wybuchu. Ten atak poprowadzić ma Lando Calrissian z pokładu Sokoła Millenium, którego Han użycza mu na potrzeby tej misji. Gdy grupka szturmowa przelatuje koło Gwiazdy Śmierci, Vader wyczuwa na pokładzie Luke’a i prosi Palpatine’a by pozwolił mu schwytać syna.
Grupa szturmowa ląduje na Endorze, gdzie dochodzi do pierwszego starcia ze szturmowcami Imperium. Wkrótce potem bohaterowie natykają się na plemię tubylców – małe, futrzaste Ewoki. Po kilku zabawnych nieporozumieniach (C-3PO zostaje uznany za Boga, Han ledwo unika śmierci) bohaterom udaje się w końcu zaskarbić sobie przyjaźń Ewoków. Tej nocy Luke opuszcza ich wioskę przedtem wyjawiając Lei, że jest jego siostrą. Wkrótce młody Jedi staje twarzą w twarz z ojcem. Bezskutecznie usiłuje powrócić go na stronę dobra, natomiast Vader stara się być niewzruszonym. Mówi mu także, że jeśli mu się to nie uda będzie zmuszony zabić syna. Wtedy Luke stwierdza, że Obi-Wan miał jednak rację – „jego ojciec naprawdę umarł”.
Niewiele później przed stacją kosmiczną wyskakuje z nadprzestrzeni cała rebeliancka flota gwiezdna, lecz na chwilę przed atakiem Lando Calrissian domyśla się, że Hanowi nie udało się jeszcze wyłączyć tarczy chroniącej potężną superbroń. Niespodziewanie flota Sojuszu zostaje zaatakowana przez setki myśliwców Imperium, gdyż Imperator przewidział ten ruch Sojuszu i ukrył swą flotę po drugiej stronie księżyca, by teraz zamknąć rebeliancką flotę w pułapce. Tak zaczęła się bitwa o Endor.
Han, Leia i Chewie dostają się do imperialnego bunkra. Przed przejęciem nad nim kontroli powstrzymuje ich oddział szturmowców Imperium, co także jest częścią planu Palpatine’a. Luke wraz z Vaderem staje przed obliczem Imperatora, a ten stara się przeciągnąć go na ciemną stronę Mocy. Wyjawia mu, że „przejęcie” planów drugiej Gwiazdy Śmierci przez rebeliantów było przez niego zaplanowane, że na Endorze czeka na grupę szturmową Hana oddział szturmowców. Na dodatek udowadnia, że Gwiazda jest w rzeczywistości w pełni sprawna. Na jego rozkaz superlaserem zostaje zniszczony jeden z krążowników gwiezdnych Sojuszu. Na Endorze jednak nie wszystko idzie zgodnie z planem Imperatora, gdyż pojmanym rebeliantom niespodziewanie przychodzą na pomoc wyposażone w prymitywną broń, ale waleczne i nieobliczalne Ewoki. Rozpętuje się laserowa strzelanina, a Han i Leia próbują po raz kolejny dostać się do bunkra. Bitwa trwa na terenie lasów dookoła imperialnego kompleksu, gdzie dochodzi do pojedynku. Wyposażeni w nowoczesną broń żołnierze Imperium zostają rozgromieni przez Ewoki, które niszczą dwie Imperialne Maszyny Kroczące, Chewbacca z dwoma Ewokami przejmuje zaś kontrolę nad trzecim. Han znajduje w końcu sposób, by wysadzić bunkier i rebelianckie myśliwce na czele z Lando Calrissianem rozpoczynają szturm na reaktor Gwiazdy Śmierci.
W międzyczasie Palpatine usiłuje bezskutecznie przeciągnąć Luke’a na ciemną stronę Mocy. W końcu młody Skywalker rozpoczyna pojedynek na miecze świetlne z ojcem. Wciąż usiłuje wyzwolić w swoim ojcu ducha Jedi, nie chce też ani walczyć z Vaderem ani zabić Imperatora wiedząc iż tym samym ciemna strona pozyskałaby go dla siebie. W końcu Vader prowokuje Luke’a stwierdzeniem, że skoro on nie przejdzie na ciemną stronę, to jest jeszcze jeden Skywalker, którego Vader dla niej zdobędzie – Leia. Luke w końcu wyzwala w sobie – ku radości Palpatine’a – cały gniew i pokonuje Sitha. Gdy Luke stoi nad pokonanym Vaderem, Palpatine mówi mu by zabił teraz ojca i zastąpił go przy jego boku, lecz Luke zgodnie z ostrzeżeniem Yody za sprawą przejścia na złą stronę odrzuca miecz świetlny nie zabijąc Vadera, gdyż jest rycerzem Jedi. Imperator wiedząc, że nie zdoła przeciągnąć młodego Skywalkera na ciemną stronę tak jak to zrobił z Anakinem, razi go błyskawicami Mocy. Cierpiący z bólu Luke, jeszcze raz apeluje do ojca. Anakin Skywalker jako Darth Vader przypominając sobie, że jako Jedi miał zniszczyć Sithów i nie walczyć u ich boku ostatecznie ratuje syna, zabijając Imperatora, poprzez wrzucenie go do głębokiego szybu; tym samym wraca na Jasną Stronę Mocy. Palpatine, broniąc się, uszkadza mechanizmy podtrzymujące Anakina przy życiu. Luke wraz z wyczerpanym ojcem ucieka do promowi, a Anakin, wiedząc że jego życie dobiega kresu, prosi syna by zdjął mu maskę. Luke boi się, że bez maski Vader zginie. Nawrócony Vader mówi Luke’owi, że już nic tego nie powstrzyma, ale chce spojrzeć na niego swoimi własnymi oczami choć jeden raz. Nie mając jednak innego wyjścia, zdejmuje maskę ojcu, który po chwili prosi Luke’a aby go zostawił w Gwieździe Śmierci. Tym razem Luke odmawia zostawiania i mówi ojcu, że musi go ratować, lecz ten mówi mu, że już go ratował. Przed śmiercią przyznaje Luke’owi rację, że dobro w nim rzeczywiście całkowicie nie zgasło. Następnie składa ostatnią prośbę, aby powiedział Lei, że miał rację. Następnie żegna się z nim i umiera. Luke’owi wraz z ciałem ojca udaje się uciec ze stacji przed wybuchem.
W międzyczasie myśliwce Rebelii docierają do wnętrza Gwiazdy i niszczą reaktor torpedami protonowymi, co w rezultacie wywołuje ogromną i potężną reakcję łańcuchową i doprowadza do jej zniszczenia. Widząc to, imperialni dowódcy zaczynają się wycofywać z pola bitwy. Sojusz wygrywa.
Na Endorze Luke urządza ojcu pogrzeb – pali jego ciało.
Zwolennicy na różnych planetach świętują zwycięstwo nad Galaktycznym Imperium. Na koniec widać świętowanie na Endorze w wiosce Ewoków, gdzie wraz z tubylcami bawią się Luke, Leia, Han, Lando, Chewbacca, droidy, a także niektórzy z ocalałych żołnierzy Rebelii. Luke’owi w wiosce ukazują się duchy Obi-Wana Kenobiego, Mistrza Yody, a także Anakina Skywalkera, co jest dowodem na jego ostateczne zjednoczenie się z Mocą.

## Obsada
| Postać                    | Aktor                                                | Polski dubbing     |
| ------------------------- | ---------------------------------------------------- | ------------------ |
| Luke Skywalker            | Mark Hamill                                          | Kacper Kuszewski   |
| Han Solo                  | Harrison Ford                                        | Piotr Polak        |
| Leia Organa               | Carrie Fisher                                        | Monika Pikuła      |
| Darth Vader               | David Prowse James Earl Jones (głos)                 | Grzegorz Pawlak    |
| Anakin Skywalker          | Sebastian Shaw Hayden Christensen (Edycja specjalna) | –                  |
| imperator Sheev Palpatine | Ian McDiarmid                                        | Ryszard Nawrocki   |
| Lando Calrissian          | Billy Dee Williams                                   | Jakub Szydłowski   |
| C-3PO                     | Anthony Daniels                                      | Grzegorz Wons      |
| R2-D2                     | Kenny Baker                                          | –                  |
| Chewbacca                 | Peter Mayhew                                         | –                  |
| Obi-Wan Kenobi            | Alec Guinness                                        | Miłogost Reczek    |
| Yoda                      | Frank Oz (głos)                                      | Mariusz Czajka     |
| Wedge Antilles            | Denis Lawson                                         | Jacek Król         |
| admirał Firmus Piett      | Kenneth Colley                                       | Wojciech Machnicki |
| Wicket                    | Warwick Davis                                        | –                  |
| Boba Fett                 | Jeremy Bulloch Temuera Morrison (głos)               | –                  |
| admirał Gial Ackbar       | Timothy D. Rose Erik Bauersfeld (głos)               | –                  |
| Mon Mothma                | Caroline Blakiston                                   | –                  |
| generał Crix Madine       | Dermot Crowley                                       | –                  |
| Bib Fortuna               | Michael Carter Erik Bauersfeld (głos)                | –                  |
| Jabba the Hutt            | Larry Ward (głos)                                    | –                  |
| narrator                  | –                                                    | Piotr Borowiec     |

Zdjęcia głównych aktorów
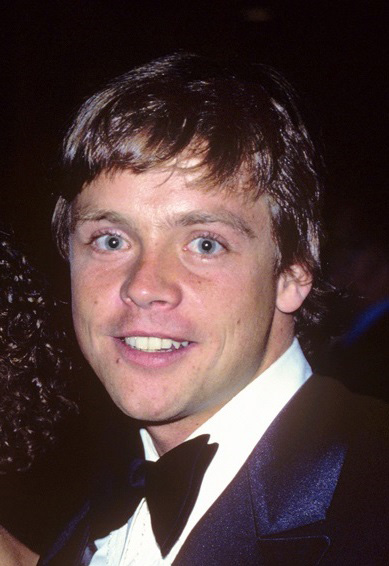
Mark Hamill w 1978.
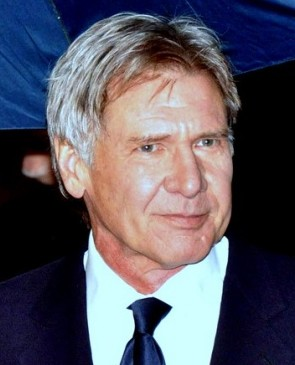
Harrison Ford w 2010.
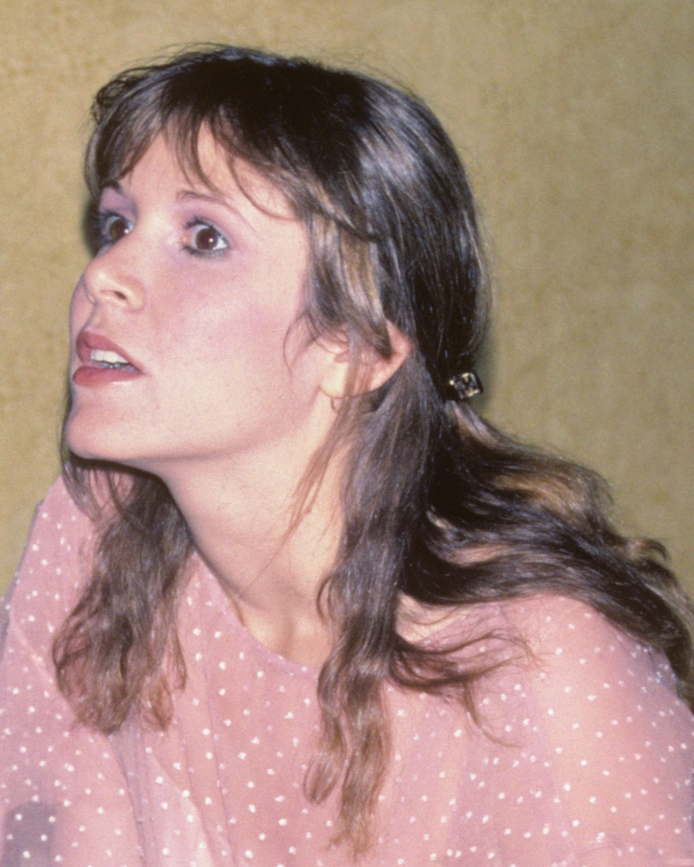
Carrie Fisher w 1978.
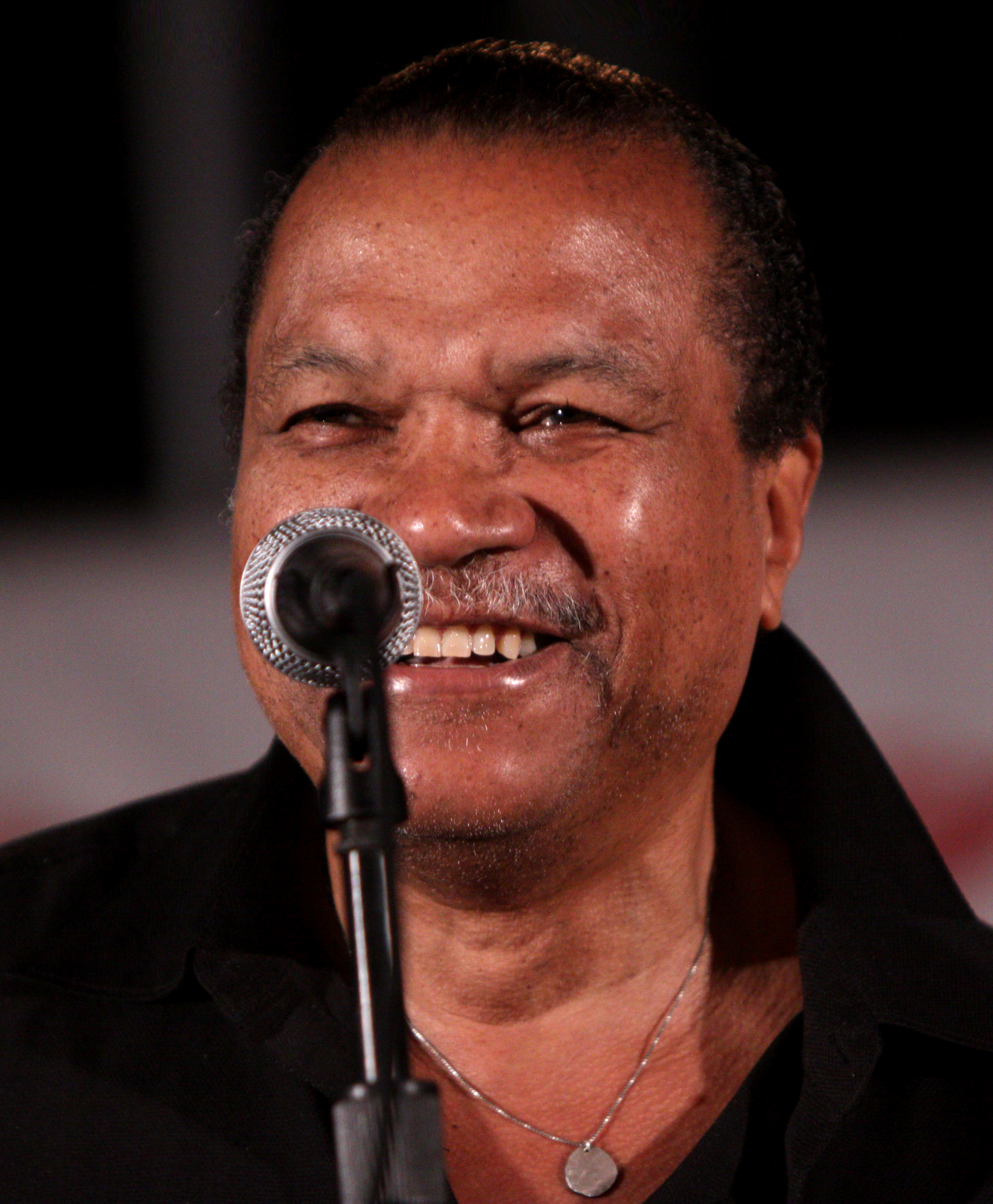
Billy Dee Williams w 2011.
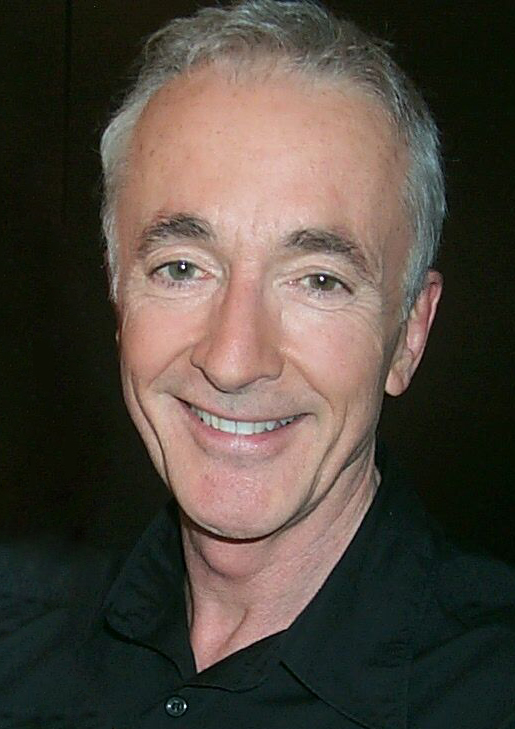
Anthony Daniels w 2005.
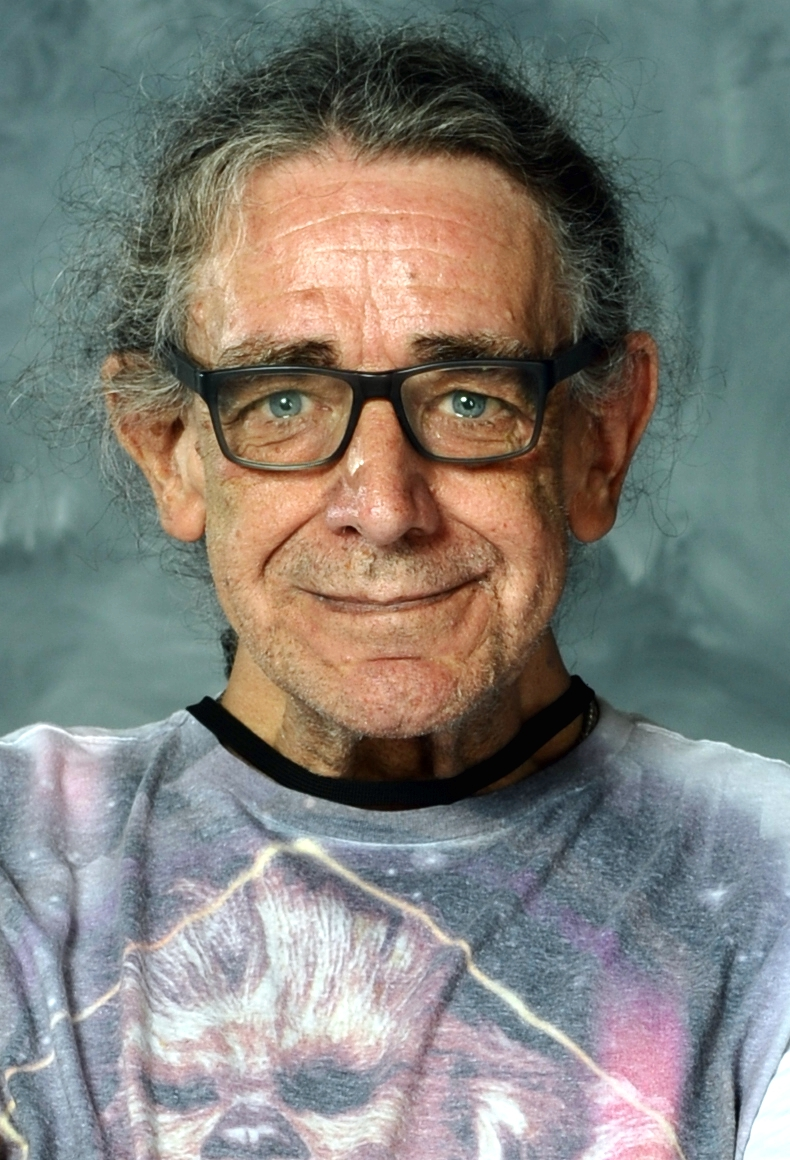
Peter Mayhew w 2015.

## Edycje specjalne

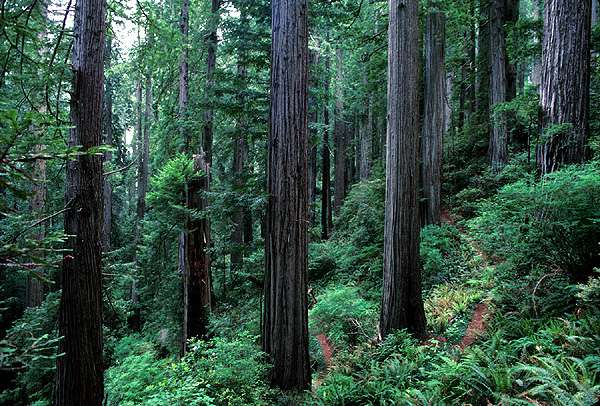
Lasy sekwoi w pobliżu Smith’s River w Kalifornii oraz w sekcji Chetham Grove w Grizzly Creek Redwoods State Park zostały wykorzystane do sfilmowania lasów Endor.

W 1997 roku wydano edycję specjalną filmu, w której m.in. w pałacu Jabby zastąpiono kukłę piosenkarza Sy Snootlesa postacią wygenerowaną komputerowo, dodano dziewięciu nowych członków zespołu Maksa Rebo, dodano ujęcie tancerki Ooli w jamie rancora, krótką scenę flirtu Bobby Fetta z tancerką Jabby, w ujęciach z sarlackiem dodano potworowi kilka wygenerowanych komputerowo macek i dziób w środku, do sceny eksplozji drugiej Gwiazdy Śmierci dodano efekt praxis, w scenie świętowania zwycięstwa Rebelii nad Imperium dodano ujęcia świętowania na Bespinie, Tatooine i Coruscant, a w scenie świętowania zwycięstwa na Endorze kompozycję „Ewok Celebration” zastąpiono inną kompozycją Johna Williamsa, „Victory Celebration”. W 2004 wydano kolejną edycję – w scenie w której Luke widział duchy Mocy, Sebastian Shaw został zastąpiony przez Haydena Christensena, w scenie świętowania zwycięstwa nad Imperium dodano scenę świętowania na Naboo, oraz ujęcia na Senat Galaktyczny i Świątynię Jedi na Coruscant.

## Nagrody
Film zdobył Oscara specjalnego za efekty specjalne. Był poza tym nominowany w kategoriach Najlepsza Muzyka, Najlepsza Scenografia, Najlepszy Dźwięk i Najlepszy Montaż Dźwięku.
Film otrzymał nagrodę Hugo w kategorii najlepsza prezentacja dramatyczna w 1984 roku.